# كامياماكوسا (كوماموتو)
مدينة كامياماكوسا (بالإنجليزية: Kamiamakusa)‏ هي أحد المدن التابعة لمحافظة كوماموتو. تأسست رسميًا في 31/03/2004. ويقدر عدد سكانها بـ 31051 نسمة حسب تقدير مكتب الإحصاء الياباني لعام 2012. تبلغ مساحة كامياماكوسا 126.13 كم2. بكثافة سكانية تبلغ 246 نسمة/كم2.